# کیندرسلی
کیندرسلی (به انگلیسی: Kindersley) یک منطقهٔ مسکونی در کانادا است که در ساسکاچوان واقع شده‌است. کیندرسلی ۱۳٫۲۳ کیلومتر مربع مساحت و ۴٬۵۷۱ نفر جمعیت دارد.